# Суббота Анастасія Віталіївна
Анастасія Віталіївна Суббота (нар. 10 вересня 1993 року, м. Запоріжжя, Україна) — українська модель, переможниця конкурсу «Міс Україна Всесвіт 2019», вебдизайнер.

## Із життєпису
Анастасія Субота народилася 10 вересня 1993 року в місті Запоріжжя. Батько (Віталій) — підприємець[джерело?], мати — допогосподиня[джерело?].
В 2004 році здобула титул «Міні-Міс Запоріжжя».
З 17 років Анастасія Субота працює професійною моделлю в Азії та Європі[джерело?].

## Міс Україна Всесвіт
2019 року Анастасія Субота завоювала титул Міс Україна — Всесвіт 2019 і відправилася в Атланту боротися за звання Міс Всесвіт. Візу до США дівчині вдалося отримати з другої спроби: першого разу не повірили, що метою її подорожі є участь у конкурсі. Титул Міс Всесвіт Анастасія не здобула.